# Le Cavalier de l'aube
Pour plus de détails, voir Fiche technique et Distribution.
Le Cavalier de l'aube (The Dawn Rider) est un film américain réalisé par Robert N. Bradbury, sorti en 1935.

## Synopsis
John Mason, après plusieurs années au Texas, revient voir son père Dan, qui travaille pour la compagnie de fret locale. En chemin, il rencontre Ben McClure, avec qui il se lie d'amitié. Lorsqu'il arrive au bureau de son père, John tombe en plein hold-up, au cours duquel Dan est tué. John se lance à la poursuite des voleurs, mais un tir le désarçonne. Gravement blessé, il est emmené chez son nouvel ami, où il est soigné par Alice Gordon, que Ben aime en secret. Ils tombent amoureux l'un de l'autre. Mais John ne sait pas que c'est Rudd Gordon, le frère d'Alice, et ses hommes qui ont attaqué la compagnie de fret. Rudd défie John en duel, mais Ben, soûlé par Rudd et son complice le propriétaire du saloon, a enlevé les cartouches de l'arme de John...

## Fiche technique
- Titre original : The Dawn Rider

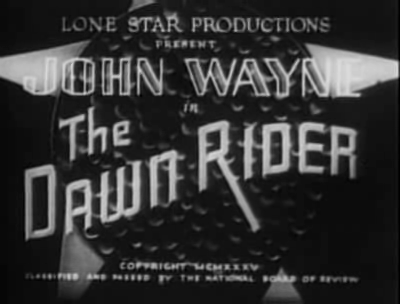
Générique du film.

- Titre français : Le Cavalier de l'aube
- Réalisation : Robert N. Bradbury
- Scénario : Robert N. Bradbury
- Direction artistique : E. R. Hickson
- Photographie : Archie Stout
- Son : Dave Stoner
- Montage : Carl Pierson
- Production : Paul Malvern
- Société de production : Lone Star Productions
- Société de distribution : Monogram Pictures
- Pays de production :  États-Unis
- Langue originale : anglais
- Format : noir et blanc — 35 mm — 1,37:1 — son Mono
- Genre : Western
- Durée : 53 minutes
- Dates de sortie : 
  - États-Unis : 20 juin 1935
  - États-Unis : 24 décembre 1937 (Marseille)
- Licence : Domaine public

## Distribution
- John Wayne : John Mason
- Marion Burns : Alice Gordon
- Dennis Moore : Rudd Gordon
- Reed Howes : Ben McClure
- Joseph De Grasse : Dan Mason
- Yakima Canutt : le propriétaire du saloon
- Earl Dwire : Pete
- Nelson McDowell : Bates, l'entrepreneur de pompes funèbres

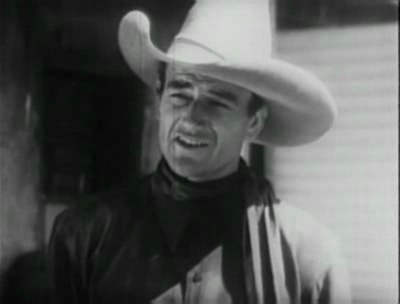
John Wayne
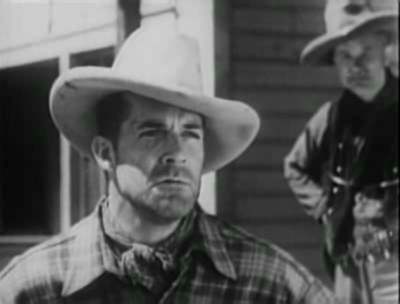
Reed Howes
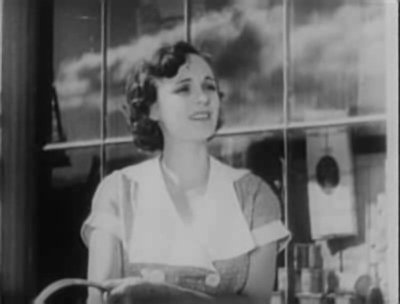
Marion Burns
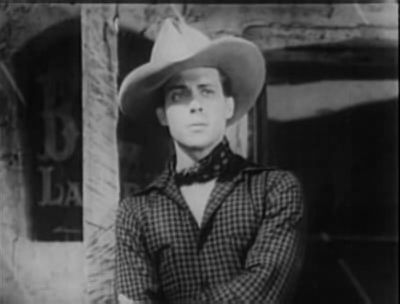
Dennis Moore

## Autour du film
- Ce film est le remake de La Diligence infernale (1931) de Lloyd Nosler, avec Tom Tyler et Betty Mack, déjà produit par Paul Malvern[1]
- Ce film a fait l'objet de remakes
  - en 1938 : Western Trails (en) de George Waggner, avec Bob Baker et Marjorie Reynolds, toujours produit par Paul Malvern[1]
  - en 2012 : Le Cavalier de l'aube de Terry Miles, avec Christian Slater et Jill Hennessy
- Le tournage débuta en mars 1935 au Ranch Monogram près de Hollywood avec un budget qui n'excédera pas 10 000 dollars. Sa durée se limitera à une semaine. Ainsi, la mise en place de la première scène du jour se faisait avant l'aube. Les caméras étaient descendues des camions et des brasiers allumés pour les réchauffer. Dès le lever du soleil, les prises de vue commençaient et se succédaient[2]...